# Coöperatie PLUS U.A.
De Coöperatie PLUS U.A., ook wel bekend als PLUS Holding, is een Nederlandse detailhandelsorganisatie en coöperatie die verantwoordelijk is voor de supermarktformules PLUS en (deels) Spar.

## Geschiedenis
Coöperatie PLUS U.A. is in 2022 ontstaan uit een fusie van de coöperaties Sperwer U.A. en Coop Nederland U.A..
Tot 31 juli 2025 was ze ook verantwoordelijk voor de Coop-supermarkten, maar heeft de resterende filialen inmiddels verkocht aan Van Tol Retail en Boon Food Group.

## Organisatie
De organisatie levert goederen en diensten aan de aaneengesloten zelfstandige ondernemers van haar formules, hieronder valt de commerciële ondersteuning op zowel landelijk als lokaal niveau. De inkoop is, samen met andere onafhankelijke detailhandelsorganisaties, geconcentreerd binnen de inkooporganisatie Superunie.
Coöperatie PLUS U.A. is voor 45% eigenaar van Spar, de overige aandelen zijn voor 45% in handen van Sligro Food Group en voor 10% in eigendom van de zelfstandige Spar-ondernemers.
De coöperatie is statutair gevestigd in Utrecht, waar voorheen Sperwer U.A. al gevestigd was. Het voormalige servicekantoor van Coop Nederland U.A. in Velp is inmiddels verlaten.